# Breisach

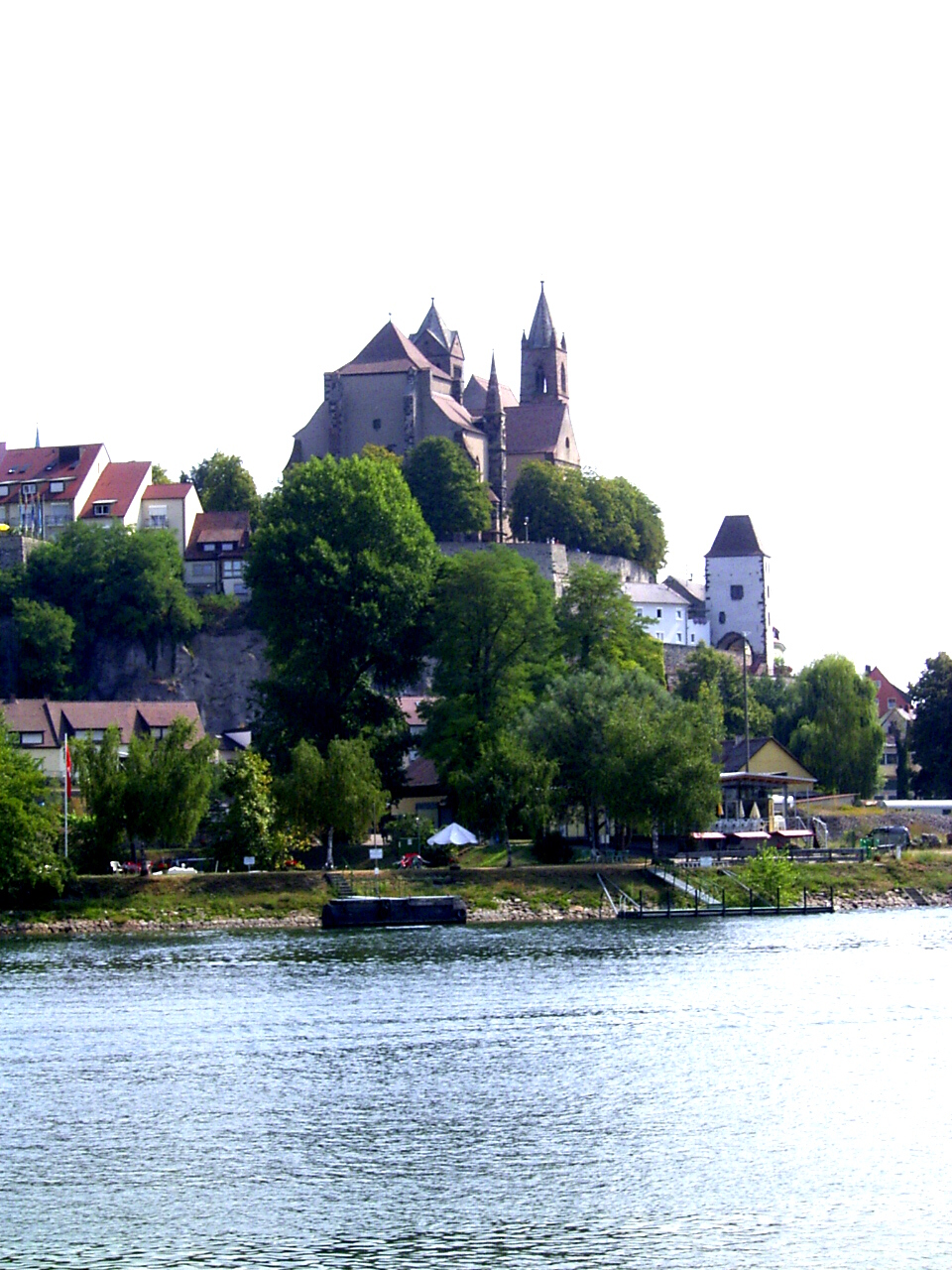
Breisach nhìn từ bờ sông Rhine thuộc Pháp.

Breisach là một thành phố nằm dọc sông Rhine trong thung lũng Rhine, thuộc huyện Breisgau-Hochschwarzwald, bang Baden-Württemberg, Đức, khoảng trung độ giữa Freiburg và Colmar, cách mỗi nơi 20 km, cách 60 km về phía bắc Basel gần Kaiserstuhl. Một cây cầu bắc qua sông Rhine nối với Neuf-Brisach, Alsace. Dân số Breisach thời điểm 31 tháng 12 năm 2020 là 15.439 người.